# Огурцов, Анатолий Петрович
Анато́лий Петро́вич Огурцо́в (род. 24 июля 1943 года, Дубровно Витебской области) — советский, российский инженер, организатор энергетического машиностроения, государственный деятель.

## Биография
Окончил Московский энергетический институт по специальности «инженер-механик по турбиностроению» и Академию Народного хозяйства при Правительстве Российской Федерации по программе «Стратегическое управление машиностроительным комплексом».
Кандидат технических наук, действительный член Российской и Международной Инженерных академий.
С 1966 работал на Ленинградском Металлическом заводе: конструктором, начальником смены стенда натурных испытаний, начальником конструкторско-исследовательского бюро натурных испытаний, заместителем главного инженера по подготовке производства.
Осуществлял подготовку производства мощных паровых турбин (от 500 до 1200 МВт), газотурбинных установок (100 и 150 МВт), самых мощных радиально-осевых, поворотно-лопастных гидротурбин для отечественных и зарубежных гидроэлектростанций. Вёл интенсивные работы по модернизации энергетического оборудования на важнейших промышленных и энергетических объектах страны.
В 1972—1973 — инструктор промышленно-транспортного отдела Ленинградского ГК КПСС.
С 1973 — заместитель главного инженера, в 1975—1983 — главный инженер — 1-й заместитель генерального директора Ленинградского Металлического завода.
В 1983—1987 — генеральный директор производственного объединения турбостроения «Ленинградский Металлический завод».
В 1987—1992 — заместитель генерального директора НПО по исследованию и проектированию энергетического оборудования им. И. И. Ползунова по научной работе.
В 1992 — Генеральный директор департамента тяжёлого, энергетического и транспортного машиностроения Министерства промышленности РФ, заместитель Министра промышленности РФ.
В 1992—1996 — Председатель Комитета Российской Федерации по машиностроению.
7.10.1996 — 2.8.1997 — заместитель Министра внешних экономических связей и торговли РФ.
2.08.1997 — 13.08.1998 — Первый заместитель Министра внешних экономических связей и торговли РФ.
В 1994—1998 годах входил в состав ряда правительственных комиссий:
- Комиссии Правительства РФ по структурной политике,
- Федеральной Комиссии по обеспечению контроля за управлением и приватизацией объектов, предприятий и организаций оборонного комплекса,
- Правительственной комиссии по научно-технической политике,
- Федеральной Энергетической Комиссии,
- Продовольственной комиссии Правительства РФ,
- МВК по участию РФ в «восьмерке»,
- Госкомоборонпрома РФ,
- Совета по присуждению премий Правительства РФ в области качества.

С 1998 — заместитель генерального директора, вице-президент ОСАО «Ингосстрах».
В 1998—1999 — директор Черноморского банка торговли и развития от РФ.
С 2010 — советник генерального директора АО «Атомэнергомаш» (Госкорпорация «Росатом»).

## Награды
- Орден «Знак Почёта» (1977).
- Медаль Жукова (1996).
- Медаль «300 лет Российскому флоту» (1996).
- Медаль «В память 850-летия Москвы» (1997).
- Премия Правительства Российской Федерации в области науки и техники (1996).
- Заслуженный машиностроитель Российской Федерации (1993).
- Юбилейная медаль «70 лет атомной отрасли России» (2015).